# レベチラセタム
レベチラセタム（Levetiracetam）は、抗てんかん薬のひとつで、てんかんの部分発作治療に用いる。商品名イーケプラで販売される。
S-エナンチオマーであり、ラセミ体はエチラセタムと呼ばれる。

## 効能・効果
レベチラセタムは米国で1999年、欧州で2000年にてんかん部分発作、ミオクロニー発作、強直間代発作に対する併用療法に対して認可され、後に全般発作（併用療法）や小児へと適応が拡大されている。獣医学分野でも同様の用途に用いられる。
日本では1995年から臨床試験が実施され:1、2010年7月に「他の抗てんかん薬で十分な効果が認められないてんかん患者の部分発作（二次性全般化発作を含む）に対する抗てんかん薬との併用療法」について承認された後、2013年5月には4歳以上の小児に対する使用が承認された。また2015年2月30日に単剤療法での使用が承認された。

## 有効性
レベチラセタムは他の精神神経症状（トゥレット障害、自閉症、双極性障害、不安障害、アルツハイマー型認知症）にも有効である可能性がある。しかし重篤な副作用が発現するため、危険性と利益の比率を熟慮の上、投与する必要があるが、最善の投与法はいまだ知られていない。
ガバペンチンの様な抗痙攣薬と共に神経因性疼痛の治療に用いられることがある。本態性振戦への有用性は明らかではない。
一般にレベチラセタムの忍容性は高い。

## 副作用
添付文書に記載されている重大な副作用には、中毒性表皮壊死融解症(Toxic Epidermal Necrolysis：TEN)、皮膚粘膜眼症候群（Stevens-Johnson症候群：SJS）、薬剤性過敏症症候群、重篤な血液障害（汎血球減少、無顆粒球症、白血球減少、好中球減少、血小板減少）、急性腎不全、肝不全、肝炎、膵炎、攻撃性、自殺企図、横紋筋融解症がある。
その他3%以上発現する副作用として、浮動性めまい、頭痛、不眠症、傾眠、痙攣、抑うつ、複視、結膜炎、白血球数減少、好中球数減少、腹痛、便秘、下痢、胃腸炎、悪心、口内炎、嘔吐、齲歯、歯痛、肝機能異常、月経困難症、鼻咽頭炎、咽頭炎、咽喉頭疼痛、上気道の炎症、インフルエンザ、鼻炎、食欲不振、湿疹、発疹、座瘡、関節痛、背部痛、倦怠感、発熱、体重減少、体重増加が挙げられている。
自殺念慮：抗てんかん薬を服用している患者は自殺企図・実施率が上昇する。偽薬と比較して2倍（0.2%が0.4%に上昇）したとの報告がある:59。
2005年の臨床試験で、ピリドキシン（ビタミンB6）を併用する事で精神神経系の副作用を低減できることが示された。2008年にNeuropsychiatric Disease and Treatment 誌に発表されたメタアナリシスでは、2000年に実施された3つの臨床試験を挙げ、副作用の種類を調査した。769名の患者を調査した結果は、
- 脱力感（15%）
- 傾眠（15%）
- 頭痛（14%）
- 感染症（13%）
- 眩暈（9%）
- 抑うつ（4%）

であった。
傾眠
傾眠の発現率は、偽薬群：2.5%に対してレベチラセタム群：7.8%であった。自動車を運転したり機械を操作する際は、症状がない事を確認する必要がある。
重篤な皮膚障害
稀に、スティーブンス・ジョンソン症候群や中毒性表皮壊死融解症が発現することがある。原因不明の発疹が現れたらこれらの症状を疑い服用を中止する。発現率は1⁄3,000程度である。
血算値異常
研究では、レベチラセタムは偽薬に比べてヘマトクリット値とヘモグロビン値を減少させたが、自覚症状を示した患者はなく、試験は継続された。

### 過量投与
臨床試験で投与された最大量は6,000mg/日であり、添付文書に記載されている上限の2倍である。同試験では、眠気以外の副作用は報告されなかった。市販直後には、傾眠、易刺激性、攻撃性、意識低下、呼吸抑制、昏睡が発現した症例が報告されている。

### 禁忌
本剤の成分またはピロリドン誘導体に対し過敏症の既往歴のある患者。

### 注意を要する患者
腎機能障害：クレアチニンクリアランス（CCr）値を参考に投与量・間隔を調節する
重度肝機能障害：肝臓でのクレアチン産生が低下しているのでCCr値からでは腎機能障害度を過小評価するおそれがある。
妊婦：米国では胎児危険度分類はカテゴリーCである。ヒトで妊婦への臨床試験は実施されていない。メスの妊娠ラットにヒトの最高用量相当を投与した結果、骨格変異および軽度の骨格異常の増加、成長遅延、児の死亡率増加が認められている。
Neurology誌に掲載された研究に拠ると、671名の妊婦を後向き調査した結果、レベチラセタム単剤投与の場合は先天性大奇形を有意には増加させない事が明らかとなった。しかし、患者の多くは他剤を併用しており、バルプロ酸やカルバマゼピンを併用していた患者では大奇形の発現率は上昇していた。この論文は妊娠中に薬剤治療が必要な場合にはレベチラセタム単剤療法を採用すべきと結論づけている。
高齢者：レベチラセタムはほとんどが腎臓から排泄されるが、高齢者では一般に腎機能が低下している。若年者と高齢者を比較した臨床試験がいくつか実施され、そのうちEpilepsy Research に掲載された試験は、中枢神経系に障害を有する高齢者にレベチラセタムを投与しても若年者と比べて有害事象が増加しない事を示した。

## 薬物相互作用
報告なし。

## 作用機序
レベチラセタムの作用機序の詳細は不明であるが、シナプス小胞糖蛋白SV2Aに結合し、神経調節作用を持つ神経伝達物質の放出を抑制することが判っている。これはシナプス間の刺激伝導を抑えると思われる。